# Andrena stigmatica
Andrena stigmatica är en biart som beskrevs av Morawitz 1895. Andrena stigmatica ingår i släktet sandbin, och familjen grävbin. Inga underarter finns listade i Catalogue of Life.